# Прибутковий будинок Тарасевича і Косаговського
Прибутковий будинок Тарасевича і Косаговського — пам'ятка архітектури місцевого значення в Одесі (охоронний номер будинку 116-Од). Будинок розташований на вулиці Ніни Строкатої, 17.

## Історія
У 1890-х роках ділянка належала І. Гуковському, площа ділянки складала 385 кв. саж. У 1902—1903 роках ділянки придбали Микола Миколайович Косаговський і власник сусідньої ділянки на вул. Буніна, 19 нотаріус Дмитро Августович Тарасевич. Д. А. Тарасевич проживав у будинку на вул. Буніна, 19 і працював у міської по податку з нерухомого майна присутності. У ті часи на колишній ділянці Гуковського вже існував триповерховий будинок, що виходить у бік Пушкінської вулиці. У 1912 році з боку вулиці Буніна за проектом цивільного інженера Ф. Е. Кюнера було споруджено чотириповерховий прибутковий будинок. Невідомо, чи існувала на його місці певна споруда або дана частина ділянки була вільною. Також поза будинком був реконструйований старий або зведено новий триповерховий прибутковий флігель. У 1913 році управляючим ділянки був І. Х. Хаджопуло.

## Архітектура
Будинок споруджений у стилі ретроспективізму у формах притаманних німецькомовним країнам. Складний скульптурний декор не застосовувався, будинок декорований у суто раціональному ключі площинним геометричним декором. Композиція головного фасаду є асиметричною — завдяки непарної кількості віконних осей центральний ризаліт суміщений ліворуч. Центральний ризаліт увінчаний неокласичним фронтоном, а бічні необароковими фронтонами. Портал парадного входу також має барочні риси. Особливою відмінністю будинку є великі балкони головного фасаду. Дворовий фасад не має оздоблень на відміну фасаду флігеля, по краям розташовані ризаліти у яких розташовані службові сходові клітки. Парадний під'їзд будинку освітлюється вікнами, що виходять у бік подвір'я. Оздоблення під'їзду є дуже лаконічним, огорожі сходів складаються з вертикальних прутів із меандровими вставками з металевими накладками, що зображують тканину. Двері будинку виконані у стилі модерну.
Триповерховий з житловим підвалом дворовий флігель на відміну від головного будинку має фасадне оздоблення, що за стилем нагадує вуличний фасад головного будинку, але є більш площинним. З лівого краю флігеля розташований ризаліт у якому знаходяться службові сходові клітки. У правій частині будинку відсутні і службові сходи і ризаліт. Збереглися автентичні двері парадного під'їзду з віконними ґратами, дизайн яких подібний дизайну балконів. У парадному під'їзді встановлена огорожа сходів у стилі еклектики, що дає підстави припустити те, що флігель міг бути споруджений наприкінці ХІХ століття, а у 1912 році бути реконструйованим.